# Fragaria bucharica
Fragaria bucharica är en rosväxtart som beskrevs av A.S.Losina- Losinskaja. Fragaria bucharica ingår i släktet smultronsläktet, och familjen rosväxter. Inga underarter finns listade i Catalogue of Life.